# Populacja skończona
Populacja skończona – populacja statystyczna o skończonej liczbie jednostek. Większość populacji, z którymi mamy do czynienia w statystyce, szczególnie w statystyce stosowanej, to populacje skończone.
Przykłady populacji skończonych: ludzie w Polsce, maszyny produkowane w fabryce, artykuły w Wikipedii.
Przeciwieństwem populacji skończonej jest populacja nieskończona.